# Cannerbos

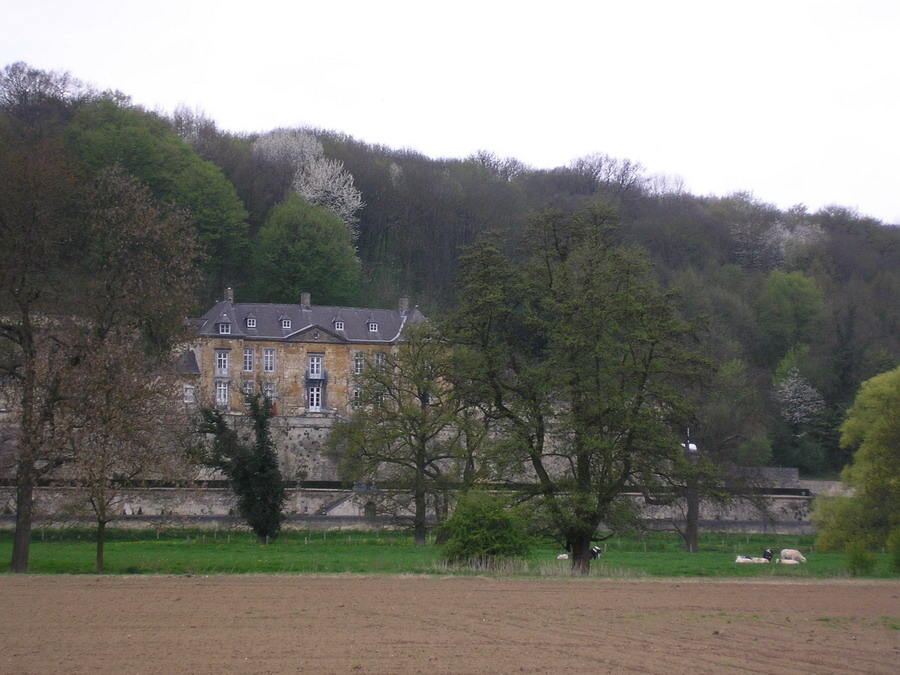
Kasteel Neercanne met het Cannerbos op de achtergrond

Het Cannerbos is een Nederlands natuurgebied, direct ten noordwesten van de Belgische plaats Kanne en behorend tot het landgoed van Kasteel Neercanne.
Het totale landgoed meet 37 hectare en is in bezit van de Stichting Limburgs Landschap. Het eigenlijke bos is een hellingbos op de helling van het Jekerdal naar de Cannerberg, waarbij de hoogte van 60 meter naar 109 meter stijgt.
Ten westen van het Cannerbos ligt het Millenniumbos.

## Geschiedenis
Omstreeks 1700 werd het bos ingericht als kasteelpark en een soort sterrenbos werd gerealiseerd, feitelijk niet veel meer dan een halve ster. In het bos lagen een belvedère, een theehuis, enkele follies, zoals een Temple d'Amour en een obelisk, welke laatste zich bevond in het centrum van de ster. In de 19e eeuw werd het park verwaarloosd en het veranderde langzaam in een meer natuurlijk hellingbos. Afgezien van de wandelpaden wordt ook tegenwoordig een natuurlijke begroeiing gehandhaafd.
Onder dit gebied ligt een grottencomplex waarin van 1953-1992 een NAVO-hoofdkwartier was gevestigd. In het bos zijn enkele betonnen ontluchtingskokers waar te nemen van dit voormalige ondergrondse hoofdkwartier.

## Natuur
Het bos bestaat onder meer uit oude eiken, iepen, elzen en beuken. 
Er is een rijke ondergroei met onder meer bosanemoon, gevlekte aronskelk, speenkruid, muskuskruid, donkersporig bosviooltje, vingerhelmbloem, veelbloemige salomonszegel, muurhavikskruid en keverorchis.
De dierenwereld kent eekhoorn, das en eikelmuis. Van de vogels kan de middelste bonte specht worden genoemd. In de gangenstelsels onder het bos huizen diverse vleermuissoorten en steenmarters.